# 199 aC
El 199 aC va ser un any del calendari romà prejulià. Durant la República i l'Imperi Romà, era conegut com a any del consolat de Lèntul i Tàpul (o, més rarament, any 556 ab urbe condita o de la fundació de la ciutat). L'ús del nom «199 aC» per referir-se a aquest any es remunta a l'alta edat mitjana, quan el sistema Anno Domini va ser el mètode de numeració dels anys més comú a Europa.

## Esdeveniments

### Antic Egipte
- L'any anterior (200 aC), Escopes, un militar etoli al servei d'Egipte, va envair la Celesíria, però els selèucides van contraatacar i van derrotar Escopes, que es va refugiar a Sidó. Aquest any, Escopes va capitular a Sidó i quasi tota la Celesíria amb Fenícia va retornar a mans dels selèucides. Jerusalem es va sotmetre. Van amenaçar el mateix Egipte, però els egipcis eren ara també aliats de Roma, i els romans van enviar una ambaixada a Antíoc III que va haver de prometre no atacar el país però va veure confirmada per Roma la seva possessió de Celesíria.[2]

### Antiga Grècia
- Filip V de Macedònia assetja la ciutat de Tàumacos, a la Ftiòtida, però van arribar reforços de la Lliga Etòlia que van ajuntar-se als defensors, i Filip es va haver de retirar.[3]

### Antiga Roma
- Aquest any són elegits cònsols Lici Corneli Lèntul i Publi Vil·li Tàpul. Vil·li Tàpul va portar la direcció de la Segona guerra macedònica contra Filip V de Macedònia, però no va fer operacions d'importància.[4]
- Publi Corneli Escipió Africà Major és elegit censor amb Publi Eli Petus.[5]
- Gneu Bebi Tàmfil, nomenat pretor, comanda les legions estacionades a la vora d'Ariminium, amb instruccions d'esperar l'arribada del nou cònsol Luci Corneli Lèntul. Però Tàmfil, ansiós per obtenir glòria, va fer una incursió al país dels ínsubres i va ser derrotat amb fortes pèrdues. Quan va arribar Lèntul, li va ordenar abandonar la província i el va enviar a Roma en desgràcia.[6]
- Cató el Censor és elegit edil curul amb Gai Helvi, i restaura els Jocs Plebeus donant un banquet en honor de Júpiter.[7]

## = Referències
1. ↑  Funegan, Jack (et al.). Chronos, kairos, Christos : nativity and chronological studies.  Winona Lake [IN]: Eisenbrauns, 1989, p. 115. ISBN 9780931464508.
2. ↑  Polibi. Història, XIII, 1,2; XVI, 18, 19
3. ↑  Titus Livi. Ab Urbe Condita, XXXII, 4
4. ↑  Titus Livi, Ab Urbe Condita, XXXV 13-15.
5. ↑  Titus Livi. Ab Urbe Condita, XLI, 26
6. ↑  Titus Livi. Ab Urbe Condita, XXIX, 37; XXXI, 49, 50
7. ↑  Titus Livi. Ab Urbe Condita, XXXII, 7, 9